# Füzike (keresztnév)
A Füzike újabb keletű magyar eredetű női név, jelentése: füzike növénynemzetség, illetve füzike madárnem.

## Gyakorisága
Az 1990-es években szórványos név, a 2000-es években nem szerepel a 100 leggyakoribb női név között.

## Névnapok
- február 13.[2]